# La Luisiana
La Luisiana is een gemeente in de Spaanse provincie Sevilla in de regio Andalusië met een oppervlakte van 43 km². In 2007 telde La Luisiana 4568 inwoners.